# Nyctanassa
Nyctanassa is een geslacht van vogels uit de familie reigers (Ardeidae).

## Soorten
De volgende twee soorten zijn bij het geslacht ingedeeld:IOC: 
- Nyctanassa violacea – Geelkruinkwak

### Uitgestorven
- † Nyctanassa carcinocatactes – Bermudakwak